# Engelskt fullblod
Det engelska fullblodet är en hästras som härstammar från England under 1600- och 1700-talet och som helt framavlats av människan. Det engelska fullblodet har sitt ursprung i tre orientaliska hingstar vid namn Darley Arabian, Godolphin Arabian och Byerley Turk, samt även i mycket små, men även mycket snabba Gallowayponnyer som numera är utdöda. Målet har hela tiden varit att få fram en så snabb häst som möjligt och idag räknas det engelska fullblodet som världens snabbaste hästras, vilket även gjort att rasen idag huvudsakligen avlas till galopphästar och används inom galoppsporten.
Engelska fullblod är en fullblodstyp som ibland kan vara något heta att rida men de är mycket atletiska och kraftfulla hästar och används även som ridhästar och tävlas på hög nivå inom ridsportens alla discipliner, samt används för att avla fram sporthästar. Engelska fullblod blir ofta mellan 155 och 165 cm i mankhöjd och de är oftast bruna, fuxar, svarta eller skimmelfärgade, då främst gråskimmel men även vitskimmel förekommer. Fullbloden är mycket muskulösa och har en proportionerlig exteriör.
Det engelska fullblodet är även unikt då det är en av de få raser där man avlar efter prestation och inte efter utseende, något som uppfödare strävat efter sedan rasen först började avlas fram. Idag är det engelska fullblodet en av de mest livskraftiga raserna och finns i miljontals individer och med över 118 000 nyregistrerade föl varje år.

## Historia
Det engelska fullblodet började utvecklas i 1600- och 1700-talets England, och var ett resultat av adelns och kungligheternas intresse för hästkapplöpningar. Under de senaste 200 åren har en omfattande världsindustri växt fram runt det engelska fullblodet som blivit den viktigaste enskilda hästrasen i världen. Den används för att "förbättra" andra raser till exempel i avseende på storlek, mod och mental styrka och är en av de största influenserna i avel av sporthästar.

### Det engelska fullblodets början
Det engelska fullblodets historia sträcker sig så långt tillbaka som till medeltiden med de kapplöpningar på plan mark som skedde runt om i landet. De första riktiga löpen som var över 4 engelska miles skedde år 1174 i Smithfield i London och man fortsatte sedan med dessa löp under hela medeltiden. In på 1500-talet utvecklades ett handikappsystem där man började använda sig av vikter för att jämna ut vinstchanserna hos de hästar som ställdes upp i loppen. Träningen av galopphästar blev även mer avancerad. När Charles II blev kung över England ökade sportens rykte eftersom Charles var mycket intresserad av hästkapplöpningar och besökte dem ofta. Charles dotter Anne Stuart uppmuntrade även sporten och aveln av kapplöpningshästar. Med denna kungliga support ökade intresset för galopp som sport.
Under början av 1600-talet hade därför uppfödarna tillgång till en enorm stam med kapplöpningshästar som främst avlades på de kungliga stuterierna. De var framavlade med hjälp av importerade hingstar av orientaliskt ursprung. De engelska stuterierna hade under de senaste 200 åren importerat och avlat på orientaliska och turkiska hästar, främst arabiska fullblod. Henrik VIII var hästkapplöpningarnas förste kunglige beskyddare och grundade Royal Paddocks vid Hampton Court med hästar från Spanien och Italien. De hade mest berberblod i sig och korsades med kapplöpningshästarna.
Det engelska fullblodet influerades även av mindre ädla hästar som en del brittiska ponnyer. Kapplöpningshästarna korsades även med Gallowayponnyerna, snabba ponnyer från norra England (förfäderna till bland annat fellponnyn, den irländska hobbyn och förfäder till Connemaraponnyn). 
Efter 1600-talets förberedelser av rasen, började stuterierna att skapa de nya fullbloden. Det engelska fullblodet avlades främst på prestationer och inte på sitt utseende, ett system som är i bruk än idag inom aveln av galopphästar.

### Stamhingstarna

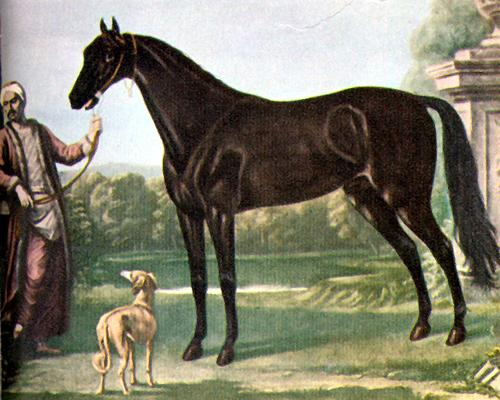
Den första stamfadern till fullblodet, Byerley Turk

Det engelska fullblodets viktigaste stamfäder kan spåras tillbaka till tre importerade orientaliska hingstar: Byerley Turk, Darley Arabian och Godolphin Arabian. Dessa tre hästar sägs vara rasens stamfäder och skulle enligt legenden vara arabiska fullblod. Det är i alla fall en förenklad variation av historien. Under årens lopp blev det dock känt att dessa hästar var både turkmenska hästar och berberhästar. Dock var dessa tre hingstar grunden till det engelska fullblodet som ras. En genetisk studie har visat att 95 % av alla engelska fullblodshingstar kan spåras via Y-kromosomen till Darley Arabian. Men studier av modernare stamtavlor med både ston och hingstar visar att enbart 6,5 %  av hästarna kan spåras till Darley Arabian och hela 13,8 % istället kan spåras till Godolphin Arabian. Samma studie visade även att den relativt okände hingsten Curwens Bay Barb hade större inflytande med 4,2 % än Byerley Turk som enbart hade 3,3 % inflytande. Den moderna fullblodshästen kan spåras till hela 27 eller 28 olika hingstar som användes i aveln under 1600- och 1700-talet. Trots detta räknas fortfarande Byerley Turk, Godolphin Arabian och Darley Arabian som det engelska fullblodets första stamfäder.
Byerley Turk var den första stamhingsten som togs som krigsbyte när Budapest befriades från turkarna 1686–1687. Byerley Turk anses vara av rasen turkmensk häst eller till och med achaltekeer, och inte ett arabiskt fullblod som de flesta historier beskriver. Byerley Turk var en mörkbrun, ganska lätt men otroligt snabb häst som blev en personlig favorit hos uppfödaren. Byerley Turk deltog i Slaget vid Boyne år 1690, innan den nya ägaren överste Byerley tog tillbaka honom till sina ägor och använde honom som den främste avelshingsten på sitt stuteri. Byerley Turk blev far till många avelshästar, framförallt hingsten Jif, som i sin tur blev far till Herod, en av de absolut mest betydelsefulla hingstarna inom fullblodsaveln.

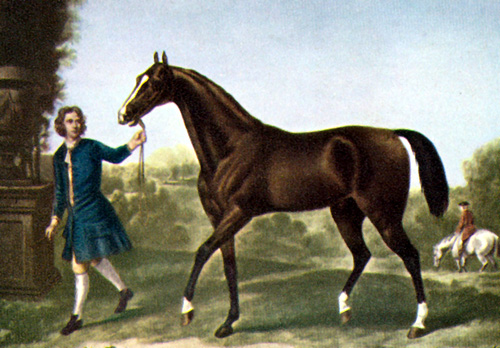
Den andra av fullblodets stamfäder, Darley Arabian

Den andra stamhingsten, Darley Arabian, var en ståtlig, fuxfärgad, arabisk hingst som fick namnet Darley efter sin ägare, Thomas Darley. Darley Arabian föddes i öknen i Syrien år 1700 och såldes som fyraåring av shejken Mirza till Thomas Darley. Dock hade shejken ångrat sig efter att köpet var klart och hotade med dödsstraff till alla som försökte att föra bort hästen. Thomas Darley fick ta hjälp av lejda män som rodde i land från havet under natten och som till och med fick övermanna stallvakterna för att få tag på hästen. Darley Arabian togs till Yorkshire i England där han blev avelshingst. Darley Arabian avlades ofta på stoet Betty Leedes och dessa två blev föräldrar till den första riktigt stora galopphästen, hingsten Flying Childers. Betty Leedes var även farmorsmor till kapplöpningshästen Eclipse som skulle bli en av de mest framgångsrika galopphästarna någonsin. Darley Arabian skulle dock bli den absolut viktigaste stamfadern och cirka 95 procent av alla dagens engelska fullblod kan spåras till Darley Arabian.
Den tredje stamfadern var hingsten Godolphin Arabian, som även kallades Godolphin Barb. Anledningen till detta var att man inte var helt säker om hingsten var ett arabiskt fullblod eller en berberhäst. Det man vet är att hingsten föddes 1724 i norra Afrika, som är berberhästens hemland, och att han först kom till Europa som en gåva till den franske kungen Ludvig XV från sultanen i Marocko. Kungen tyckte dock inte att hästen såg mycket ut för världen och hingsten såldes vidare som körhäst i Paris, tills engelsmannen Lord Godolphin hittade honom och insåg att han var en felbedömd klasshingst och köpte honom. Han tog med Godolphin Arabian tillbaka till England där han blev avelshingst på Lord Godolphins stuteri, Gog Magog, i Cambridgeshire.

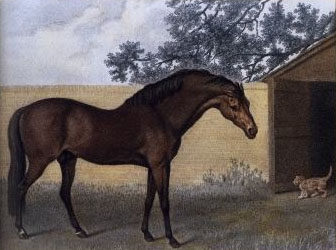
Den tredje stamfadern, Godolphin Arabian

Godolphin Arabian köptes egentligen för att användas till vad som kallades för teaser, d.v.s. en hingst som testar ifall stona är brunstiga innan den riktiga avelshingsten släpps in. Istället slutade det med att Godolphin Arabian utmanade den egentliga avelshingsten Hobgoblin om stoet Roxana och vann. Med henne fick han två hingstar vid namn Lath och Cade, varav Cades avkomma Matchem kom att representera den tredje linjen i fullblodet. Lord Godolphin menade alltid att Godolphin Arabian var ett äkta Arabiskt fullblod och han blev ofta avmålad så. Många menade dock att hästen egentligen var en berberhäst på grund av sitt tunisiska ursprung. Därför kallades han ibland Godolphin Barb, men enligt målningar hade Godolphin Arabian en högt satt svans och inåtbuktande nosrygg vilket inte alls är karaktäristiskt för berberhästen, utan för arabiskt fullblod.
Dessa tre stamfäder finns med i stamboken och alla nu levande, rasrena engelska fullblod ska gå att spåra tillbaka till dessa tre genom ättlingar till dessa. De viktigaste hingstlinjerna var Eclipse som går tillbaka till Darley Arabian, Herod som går tillbaka till Byerley Turk och Matchem som går tillbaka till Godolphin Arabian. Darley Arabian var den mest inflytelserika av dessa hingstar och hela 95 % av världens engelska fullblodshingstar kan spåras till honom.

### Stamstona
De första orientaliska hingstarna korsades oftast med mer primitiva ston, ofta av inhemska, brittiska raser. Bland annat använde man sig av ston som tillhörde den irländska hobbyhästen, känd för sin snabbhet. Dessa ponnyer utvecklades på Irland under 1200-talet, troligtvis med en bas av inhemska ponnyer som funnits på Irland sedan antiken och som sedan förädlats med spanska raser som Asturconponny eller den mycket legendariska spanska hästen. Den mycket snabba och primitiva Gallowayponnyn anses vara en av de raser som användes i utvecklingen av hobbyhästarna.
De snabba Gallowayponnyerna ingick även i utvecklingen av det engelska fullblodet. Dessa ponnyer hade utvecklats som vildhästar på de engelska och skotska hedarna och var mycket primitiva. Men i fångenskap tränades de hårt och tämjdes och räknades som mycket vackra och var dessutom legendariska för sin snabbhet. De orientaliska hingstarna korsades med många ston av dessa primitiva raser, men betäckte även raser av sitt eget blod som araber, berberhästar eller turkmenska ston.
Under 1800-talet studerades de engelska stonas gener av Bruce Lowe som kunde identifiera hela 50 olika linjer av ston inom rasen. Detta antal ökade sedan till 75 med senare forskning. Men ytterligare studier skulle sedan visa att dessa olika linjer hade gemensamma haplotyper och hade på sätt säkerligen enbart 15 ston som säkert även hade samma förfader.

### Senare utveckling av det engelska fullblodet
Under slutet av 1700-talet hade kapplöpningarna organiserats och fixerats som en egen sport. Genom att avla fullbloden selektivt efter resultat ökade rasens snabbhet. Även storleken ökade något hos hästarna då inflytandet av ponnyer blev påtagligt mindre. Efter att man ändrade distanserna som hästarna skulle löpa så ändrades även uppfödarnas sätt att avla fram rasen. Tidigare hade loppen varat i upp till 6,5 km men nu ändrades dessa till 1,6 km och som längst 2,8 km. De äldre distanserna hade varit utmärkta för äldre hästar med bättre kondition men de nya löpen gjorde att man lade vikten på att få ut hästarna när de var så unga som möjligt då dessa var snabbare.

### Spridningen av det engelska fullblodet
Amerika
Det första engelska fullblodet att exporteras utomlands var Bulle Rock som exporterades till Virginia i den då brittiska kolonin i USA. Virginia och Maryland blev snabbt de två främsta staterna inom uppfödning av engelska fullblod efter att fler importer hade förts till landet. Under amerikanska inbördeskriget stoppades importerna till USA, men återuptogs relativt snabbt efter krigets slut. Efter kriget importerades de två största hingstarna i USA:s avelshistoria till landet. Messenger som importerades 1788 och Diomed som importerades strax innan dess. Messenger fick aldrig något större inflytande på fullblodsaveln i USA men blev istället stamhingst åt en helt annan ras, den amerikanska travaren, och fick även inflytande på flera andra amerikanska hästraser som American saddlebred och Tennessee walking horse. Diomed däremot blev den absolut viktigaste hingsten inom amerikansk fullblodsuppfödning, främst genom sin son Sir Archy som blev den första framstående amerikanskfödda fullblodshingsten när han vann flera stora löp i landet. Diomed användes även i utvecklingen av Quarterhästen.
Men i England blev man orolig över konsekvenserna av den amerikanska uppfödningen och fruktade att deras egna galoppbanor skulle bli översållade av amerikanskfödda fullblod istället för sina egna hästar, eftersom de amerikanska galoppbanorna stängdes under 1910. Man skrev "The Jersey Act" år 1913 som förbjöd registrering av amerikanskfödda hästar om inte uppfödarna kunde bevisa att varenda häst i stamtavlan kunde spåras till stamboken, The General Stud Book. Efter mer än 100 års egen avel av fullblod var detta mycket svårt för många av de amerikanska uppfödarna. 1949 ändrades detta till att hästen bara behövde visa 9 generationer tillbaka i General Stud Book.
Idag är USA ett av de främsta länderna inom fullblodsavel där centrum för avel av galopphästar ligger i Kentuckys bluegrassdistrikt. I Sydamerika är galoppsporten inte speciellt populär. Enbart i Argentina har man bedrivit avel av engelska fullblod där dessa istället bidrog till att utveckla poloponnyer till hästpolo. Till Argentina importerades de första hingstarna så sent som 1853 och ston importerades inte förrän 1856.
Övriga Europa
Engelska fullblod exporterades först till Frankrike år 1817. Galoppsporten tog dock inte fart i landet förrän bildande av den franska jockeyklubben år 1833, och den franska stamboken startades först 1834. Uppfödningen av fullblod förstördes nästan helt under första världskriget och även om aveln behölls intakt under andra världskriget så hade de franska uppfödarna ännu inte utmärkt sig. Många engelska fullblod användes istället i utvecklandet av angloaraben, även om några få franska galopphästar har kunnat mäta sig med de engelska eller amerikanska galopphästarna.
Även i Italien organiserades galoppsporten sent med början under 1830-talet i Florens, Milano och Neapel. Många andra länder importerade engelska fullblod för att själva avla galopphästar, bland annat Ryssland, Polen, Tyskland och Ungern men dessa hade ännu inte utmärkt sig inom galoppsporten. Tyskarna blev istället mest framträdande i aveln av atletiska varmblodshästar som Hannoveranare, Trakehnare och Holsteinare. I Sverige har galoppsporten utövats sedan början av 1800-talet och det finns idag flera uppfödare av engelska fullblod i landet.
Australien och Nya Zeeland
De första hästarna i Australien fördes till ön år 1877 av brittiska nybyggare. De hästar som fördes med till landet var oftast korsningar med fullblod i sig. Det första renrasiga engelska fullblodet importerades först 1802, en hingst vid namn Northumberland som då var en körhäst och inte en galopphäst. Först 1810 organiserades galoppsporten i Australien och aveln av engelska fullblod och galopphästar startades. Under hela 1830-talet importerades dock de flesta engelska fullblod som användes inom galoppsporten. Från Australien exporterades de första fullbloden till Nya Zeeland under 1840- och 1850-talet och den första direktimporten från England skedde först 1862. Inte heller i Nya Zeeland har galoppsporten fått något större intresse.
Asien
Galoppsporten anses ha sina rötter i Asien där lokala stammar ofta tävlade med sina ökenhästar. Detta är fortfarande en tradition bland dessa stammar som hellre använder sig av inhemska raser. Enbart i Japan har det engelska fullblodet dominerat då tillgången till inhemska raser enbart sträcker sig till primitiva ponnyraser i landet. I Japan är galoppsporten omåttligt populär och aveln av galopphästar är mycket omfattande. Japan importerade dock de första fullbloden först på 1890-talet och även då skulle det dröja ända fram till efter andra världskriget innan aveln av fullblod och galoppsporten skulle bli seriös i landet.

## Exteriör

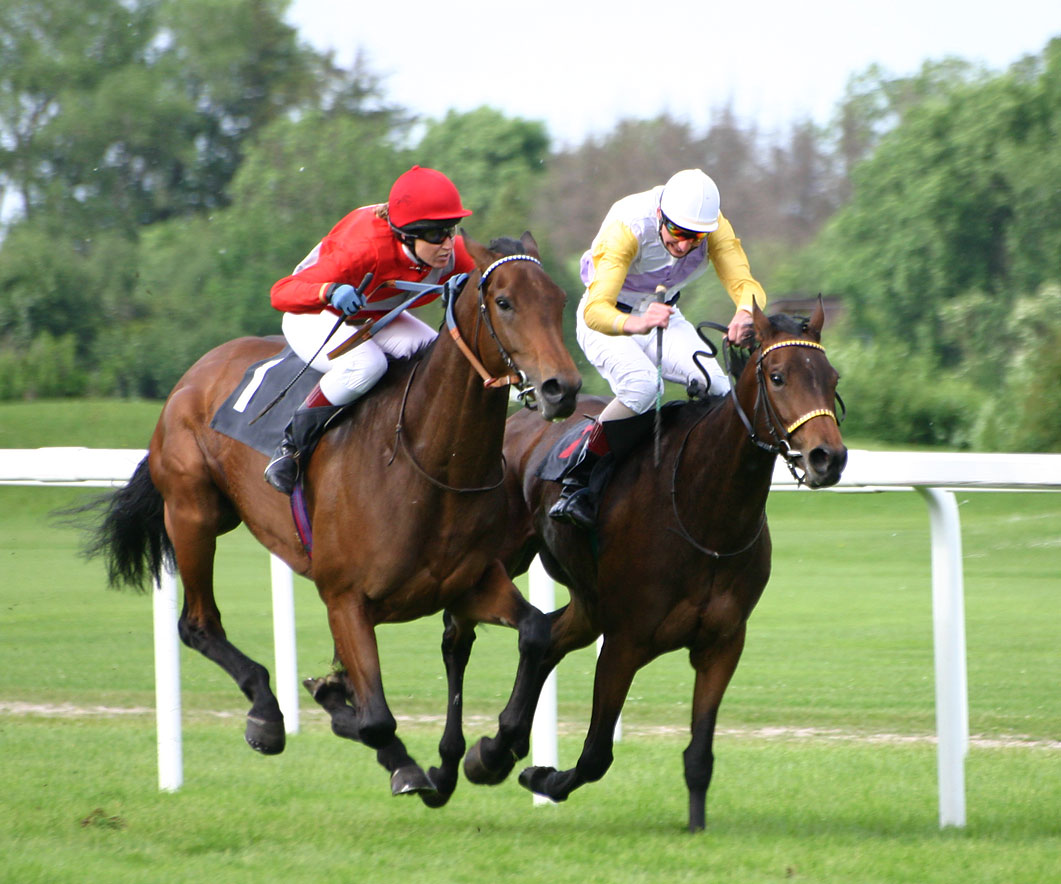
Engelskt fullblod på galoppbanan

Det engelska fullblodet är exteriörmässigt en välproportionerlig häst. Den har ingen speciell typ, utan mankhöjd och andra fysiska detaljer kan skilja sig ganska mycket från häst till häst. Detta beror på att avelsurvalet grundar sig på prestationer, och inte på att hästens exteriör. Mankhöjden kan därför variera mellan omkring 150 till 175 cm. Vanliga färger är brun eller mörkbrun, fux, svart, gråskimmel och i sällsynta fall avblekbar skimmel, linfux och olika färgvariationer av skimmel så som rödskimmel eller blåskimmel. Vita tecken är tillåtna, men inte så vanliga hos rasen. Fläckiga färger som skäck eller tigrerad är inte tillåtna och sällsynta inom rasen.
Huvudet skall vara välproportionerat och inte alltför stort. Det skall vara väl ansatt, ädelt med välproportionerade öron, stora och livliga ögon, stora näsborrar samt tunna läppar. Vad gäller profilen finns inga "regler" för om den får vara konkav, konvex eller rak; alla dessa varianter förekommer även om det är vanligast med en rak nosprofil. Halsen bör vara lång, välskapt, väl ansatt och rak eller något lätt böjd. Manken bör vara väl markerad och välformad, ryggen är oftast kort, länderna väl ansatta vid korset vilket i sin tur kan vara plant eller stupande beroende på om hästen skall användas till långa distanser eller korta distanser, svansen bör vara högt ansatt. Bröstkorgen skall vara djup och kan antingen vara bred eller hög, buken skall vara väl uppdragen. Bogarna skall vara välliggande, men kan ofta vara rakare på kortdistanshästar, långa, välformade och muskulösa ben med stora välformade leder, långa underarmar, korta och ofta något tunna skenor, starka och väl åtskilda senor. Tyvärr har en del fullblodshästar känsliga hovar med tunn sula och tunna hovväggar. Huden på ett fullblod ska vara tunn och ha synliga ytliga ådror. Det engelska fullblodet kan variera i mankhöjd mellan 150 och 170 cm men ligger oftast mellan 155 och 165 cm.

## Egenskaper
Fullblodshästen är inte bara världens bästa kapplöpningshäst, utan många av världens bästa ridhästar är också fullblod eller har fullblod i stamtavlan. Idag är det vanligt med engelska fullblod som framgångsrikt tävlar i svåra klasser i såväl dressyr, banhoppning och fälttävlan. Fullbloden går alldeles utmärkt att omskola till ridhästar när deras kapplöpningskarriär är över. Oftast spelar det ingen större roll om hästen haft någon mindre skavank efter löpträningen, sådant läks fort ut när hästen inte behöver anstränga sig maximalt. Fullblodet är en lättlärd häst som har stor kapacitet. Den är rörlig, framåt och väldigt rolig att rida. Som körhäst utmärker sig fullblodet inte speciellt. Den har dock använts i aveln av travhästar och andra typiska vagnsraser som t.ex. Hackneyhästen som även kan spåra sitt ursprung till en av stamhingstarna, Darley Arabian.
För att undvika problem för galopptränare eller ägare så räknas hästarnas årsdag olika beroende på var hästen är född. Engelska fullblod som föds på norra halvklotet räknas bli ett år äldre den 1 januari varje år, medan de som föds på Södra halvklotet blir äldre den 1 augusti. Dessa datum har bestämts för att kunna ha en standard på vilka lopp hästarna får ställa upp i, t.ex. lopp för tvååringar eller treåringar.
Det engelska fullblodet är känt för flera hälsoproblem som är vanligare inom rasen än hos andra hästraser. Bland annat har en del individer små hovar i förhållande till sin kroppsmassa med tunna sulor och horn. Detta kan ge hästarna problem med hovarna som är den huvudsakliga anledningen till de hältor som kan drabba galopphästar. Fullblod som används inom galoppsporten löper också större risk att drabbas av blödningar i lungorna på grund av ansträngningen. Trots att fullblodet är en av de mest avlade raserna i världen tror man att cirka 10 procent av de engelska fullbloden är drabbade av låg fertilitet och cirka 5 procent av alla fullblod föds med ett abnormalt litet hjärta. Galoppsporten gör även att det är vanligt med skador som aldrig fullständigt kan botas. Studier visar att 1,5 av 1 000 startande hästar blir skadade så allvarligt att deras karriärer är över. Detta innebär cirka 2 hästar per dag i USA, medan dessa siffror är något lägre i England och Australien. Anledningen till hälsoproblemen hos rasen kan både spåras till inavel i början av rasens utveckling, samt den höga stress som rasen utsätts för inom galoppsporten. Hästarna börjar oftast tävlas redan vid 2 års ålder, vilket är långt innan en häst vanligtvis har växt och mognat klart. Detta sker oftast runt 6 års ålder hos andra raser.
Det engelska fullblodet är även känt för att ha ett relativt svårhanterat och livligt temperament och är ingen häst för nybörjare eller barn. Med sin bakgrund i det arabiska fullblodet och som galopphäst, har det engelska fullblodet en enorm uthållighet.
Det engelska fullblodet är idag inte bara framgångsrika kapplöpningshästar; många fullblod har även stora framgångar som ridhästar. Otaliga är de fullblod som framgångsrikt tävlar i svåra klasser i såväl dressyr, hoppning som fälttävlan.

## Fullblodet som förädlare av andra raser

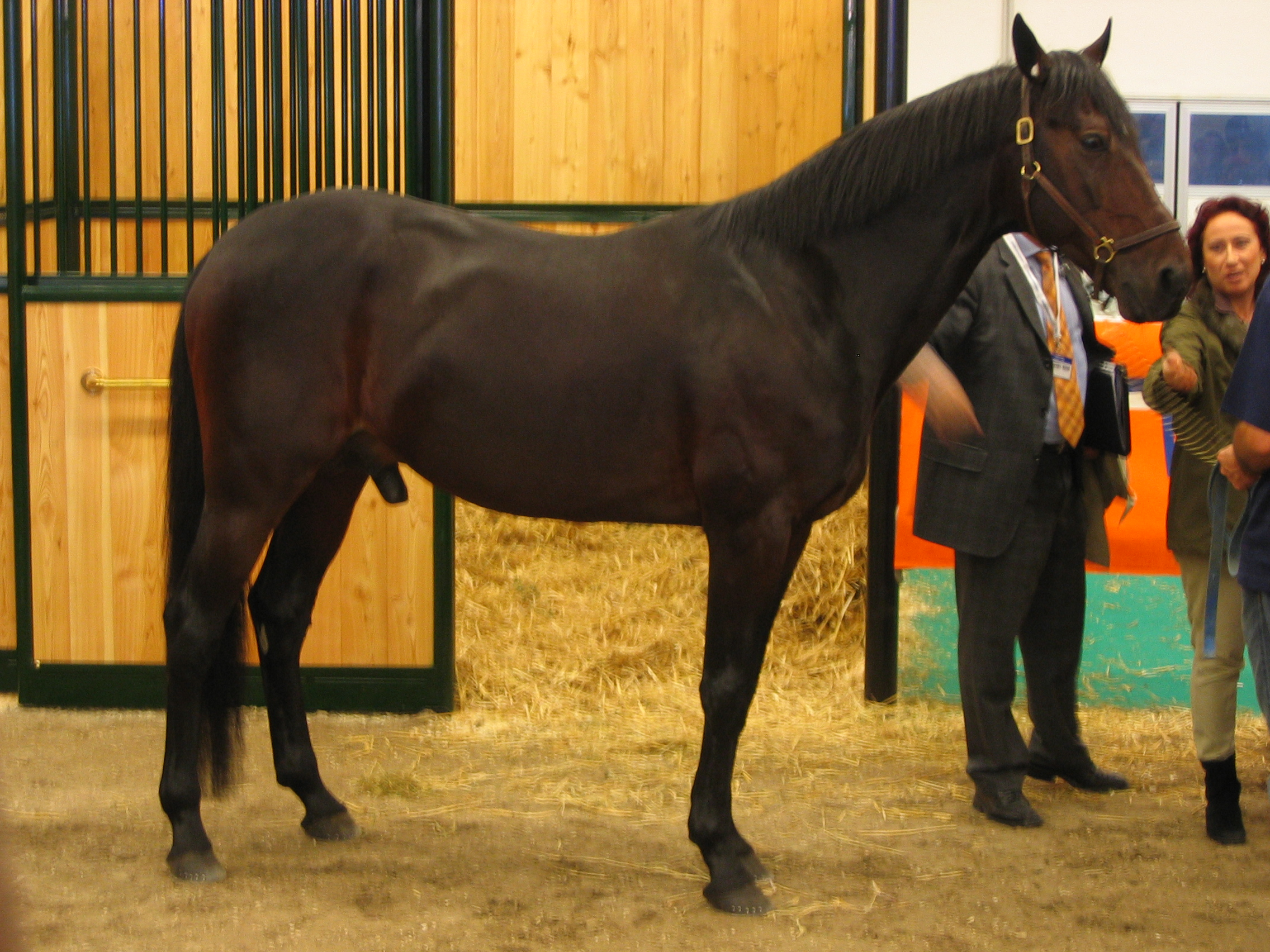
Den amerikanska travaren, här ses Varenne, är en ras som utvecklats ur det engelska fullblodet, då främst hingsten Messenger.

Fullblodets enastående egenskaper har gjort att den flitigt har använts för att förädla många andra hästraser. Den främste representanten av fullblodets avkomlingar är angloaraben som i korta drag en korsning mellan arabiskt och engelskt fullblod. Den är en ädel och vacker häst som ibland kallas för "världens bästa ridhäst". Den har arabens skönhet, uthållighet och elegans, och fullblodets linjer och kapacitet. 
Inom halvblodsaveln har fullblod använts i stor utsträckning. Många halvblodsraser har med lyckat resultat infört betydande mängder fullblod i aveln. Bland annat har det svenska varm- och halvblodet en hel del engelskt fullblod i stamtavlan.
Även i kallblodsaveln har det tillförts fullblod i viss utsträckning. I framavlandet av den amerikanska travaren är stamhingsten Messenger ett fullblod. Många av dagens ponnyraser innehåller även de ett visst mått av det engelska fullblodet. De bästa tävlingsponnyerna är ofta korsningar mellan ponnyer och fullblod. Det finns idag till och med en omfattande avel av tävlingsponnyer för barn, som innehåller en stor mängd fullblod, t.ex. den brittiska ridponnyn eller den svenska ridponnyn.
Det engelska fullblodet har ingått i utvecklingen av nästan alla europeiska varmblodshästar, och är den största influensen i utvecklingen av renavlade sporthästar som utvecklas till ridsport på hög nivå. Även mindre ponnyer har influerats av fullblodet och den mest häpnadsväckande är världens minsta hästras Falabellan som utvecklades med hjälp av mycket små engelska fullblod som korsades med shetlandsponnyer.

## The General Stud Book
För att få kallas fullblod, måste alla fullblod vara registrerade, eller vara berättigade till registrering, i den officiella stamboken för fullblod, The General Stud Book. Man räknar med att fullblodshästen skapades som ras, då den första stamboken gavs ut år 1791. Kapplöpningar hade funnits i århundraden. Det var dock först när man började föra noggranna stamböcker över kapplöpningshästarna, så att avsikten med kapplöpningarna blev att få fram snabba hästar, som man kan säga att rasen engelskt fullblod skapades. En avel helt uppbyggd på prestationer.
Alla hästar som är rena fullblod (de som är berättigade till registrering) skall både på moderns och faderns sida härstamma från familjer som redan finns representerade i tidigare volymer av The General Stud Book. Alternativt skall man kunna uppvisa att de är absolut renrasiga i åtta eller nio generationer tillbaka under minst 100 år, samt att de närmaste släktledens prestationer på kapplöpningsbanan visar att de är rena fullblod.
Familjen Weatherby har från början och fram till idag varit utgivare av stamboken, och har hittills gett ut 41 volymer där varje volym vanligtvis omfattar fyra år. The General Stud Book har varit förebild för upplägget av många andra rasers stamböcker. Varje land som har fullblodsavel har egna stamböcker, men dessa går tillbaka till The General Stud Book.
Beteckningen xx står för renrasigt engelskt fullblod.

## Övrigt om det engelska fullblodet
- Ett renrasigt engelskt fullblod betecknas xx efter sitt namn.
- Det engelska fullblodet räknas som den tredje av världens mest inflytelserika modernare raser, strax efter det arabiska fullblodet och den spanska hästen.